# Кондрашка (деревня)
Кондрашка — деревня в Тисульском районе Кемеровской области. Входит в состав Утинского сельского поселения.

## География
Центральная часть населённого пункта расположена на высоте 247 метров над уровнем моря.

## Население
По данным Всероссийской переписи населения 2010 года, в деревне Кондрашка проживает 205 человек (96 мужчин, 109 женщин).